# 5011 Ptah
5011 Ptah là một tiểu hành tinh Apollo, được phát hiện năm 1960 và được đặt theo tên vị thần Ai Cập, Ptah.
Nó cắt qua Trái Đất trong khoảng 30 Gm (0.2 AU) của Trái Đất 15 lần giữa 1900 và 2100, lần gần đây nhất là ngày 21 tháng 1 năm 2007, ở 29.6 Gm. Lần tiếp theo vào 2027 ở 28.6 Gm